# Augustyn z Hippony
Aureliusz Augustyn z Hippony (łac. Aurelius Augustinus; ur. 13 listopada 354 w Tagaście, zm. 28 sierpnia 430 w Hipponie) – filozof, teolog, organizator życia kościelnego, święty Kościoła katolickiego i Cerkwi Prawosławnej, jeden z ojców i doktorów Kościoła, znany jako „Doktor Łaski” (łac. Doctor Gratiae). Przez część protestantów uważany za duchowego przodka protestantyzmu.

## Życiorys

### Młodość i wykształcenie
Augustyn urodził się 13 listopada 354 roku w Tagaście, w średniozamożnej rodzinie, z ojca Patrycjusza, poganina, i matki Moniki, chrześcijanki, pochodzącej prawdopodobnie z rodziny berberyjskiej, na co wskazuje jej imię. Miał jednego brata – Nawigiusza i prawdopodobnie dwie siostry. Podstawowe wykształcenie odebrał w Tagaście, a następnie uczył się w Madaurze. Potem rodzice wysłali go do Kartaginy, by studiował retorykę, literaturę klasyczną oraz grekę. Jednak nauka języka greckiego go przerosła i porzucił ją, zostając jedynym starożytnym filozofem łacińskim, który nie znał tego języka. Około 372 roku zmarł Patrycjusz, zatem Monika musiała przejąć obowiązek zatroszczenia się o sfinansowanie edukacji syna. W tym samym czasie Augustyn związał się z nieznaną z imienia kobietą, która wkrótce potem urodziła mu syna – Adeodata. Zafascynował się także dziełami Cycerona, które skłoniły go do „poszukiwania Mądrości”. Oznaczało to poszukiwanie Chrystusa, a nie szukanie prawdy w pogaństwie. W 373 roku przyłączył się do sekty manichejskiej, którzy uważali Jezusa za źródło Mądrości par excellence. Pozostawał ich słuchaczem przez około dziesięć lat. Wbrew woli swojego mecenasa, Romaniana, porzucił plany zostania prawnikiem w administracji cesarskiej i skupił się na filozofii.
W 375 roku powrócił do Tagasty, by wykładać literaturę. Gdy jego matka dowiedziała się, że został manichejczykiem, początkowo wyrzuciła go z domu, lecz po pewnym czasie pozwoliła mu wrócić. Gdy skończył nauczać, powrócił do Kartaginy, gdzie do 380 roku napisał swoją pierwszą książkę – „O pięknie i zdatności”. W 383 roku poznał manichejskiego biskupa Faustusa z Milewum. Rok później wyjechał do Rzymu, a w 385 roku miał się ożenić z majętną dziedziczką, dlatego też zakończył piętnastoletni związek z matką Adeodata. W tym samym czasie zmarł jego długoletni przyjaciel, a przed śmiercią przyjął chrzest, co podwójnie dotknęło Augustyna. Spowodowało to, że zapragnął opuścić Italię i wrócić do Kartaginy, lecz dzięki senatorowi Symmachowi zrezygnował z tego zamiaru i udał się do Mediolanu. Przebywał tam wraz z dwoma swoimi przyjaciółmi Alipiuszem i Nebrydiuszem, a także poznał arcybiskupa miasta – Ambrożego (kuzyna Symmacha). W Mediolanie został profesorem retoryki; jego zadaniem było między innymi pisanie przemówień na cześć cesarza (który rezydował w tym mieście). Rozczarowany nieco ideami manicheizmu (zwłaszcza dotyczących problemu zła), zwrócił się ponownie do nauk Cycerona.

### Katechumenat i chrzest
Pod koniec lata 385 roku do Mediolanu przybyła Monika, dzięki której Augustyn postanowił zostać katechumenem Kościoła łacińskiego (wpływ na to miały także kazania Ambrożego). Skupił się na czytaniu filozofów takich jak Platon, Plotyn i Porfiriusz. Połączenie neoplatonizmu z chrześcijaństwem zostało zapoczątkowane przez Wiktoryna, a kontynuowane przez Symplicjana i to właśnie do tego ostatniego przyłączył się Augustyn. Odbiór koncepcji neoplatońskiej sprawił, że zmienił on sposób postrzegania dobra i zła i odrzucił nauki Manesa. Drugą konsekwencją było porzucenie studiowania literatury i skupienie się wyłącznie na filozofii. Mimo tego, jeszcze latem 386 roku nadal zachowywał autonomię duchową, nie chcąc przystąpić do Kościoła. Pod koniec sierpnia Augustyna i Alipiusza odwiedził członek milicji cesarskiej Pontycjan, który opowiedział im o mnichach egipskich i Antonim Wielkim. Wkrótce potem Augustyn zapadł na poważną chorobę płuc (jedna z teorii głosi, że była to astma) i wyruszył z matką, synem, bratem, dwoma kuzynami (Alipiuszem i Licencjuszem) oraz Trygecjuszem do Cassiciacum na rekonwalescencję. Tam rozpoczął pracę nad swoimi traktatami. Po powrocie do Mediolanu Augustyn, Adeodat i Alipiusz zostali competentes czyli osobami ubiegającymi się o chrzest. Wysłuchali wówczas szeregu kazań Ambrożego. Sakrament przyjęli z rąk arcybiskupa nocą z 24 na 25 kwietnia 387 roku. Wkrótce potem Augustyn z synem i matką opuścili Mediolan, chcąc wrócić do Afryki, lecz uniemożliwiła to blokada morska, wobec czego udali się do Ostii. Około dwa tygodnie później zmarła Monika i została tam pochowana. Wówczas Augustyn powrócił na krótko do Rzymu, by przeczekać blokadę, a pod koniec 388 roku dotarł do Kartaginy. Następnie osiadł w Tagaście, gdzie on i jego towarzysze byli uważani za servi Dei (sługi Boże), natomiast jego przyjaciel Alipiusz został biskupem miasta. Pomimo że sytuacja między chrześcijanami a manichejczykami w Afryce była napięta, Augustyn zaczął tam pisać pierwsze polemiki przeciwko manicheizmowi. Jego pobyt w rodzinnym mieście trwał około dwóch lat. W tym czasie zmarli Adeodat i Nebrydiusz, a Augustyn zaczął organizować wokół siebie wspólnotę mniszą.

### Prezbiterat i biskupstwo

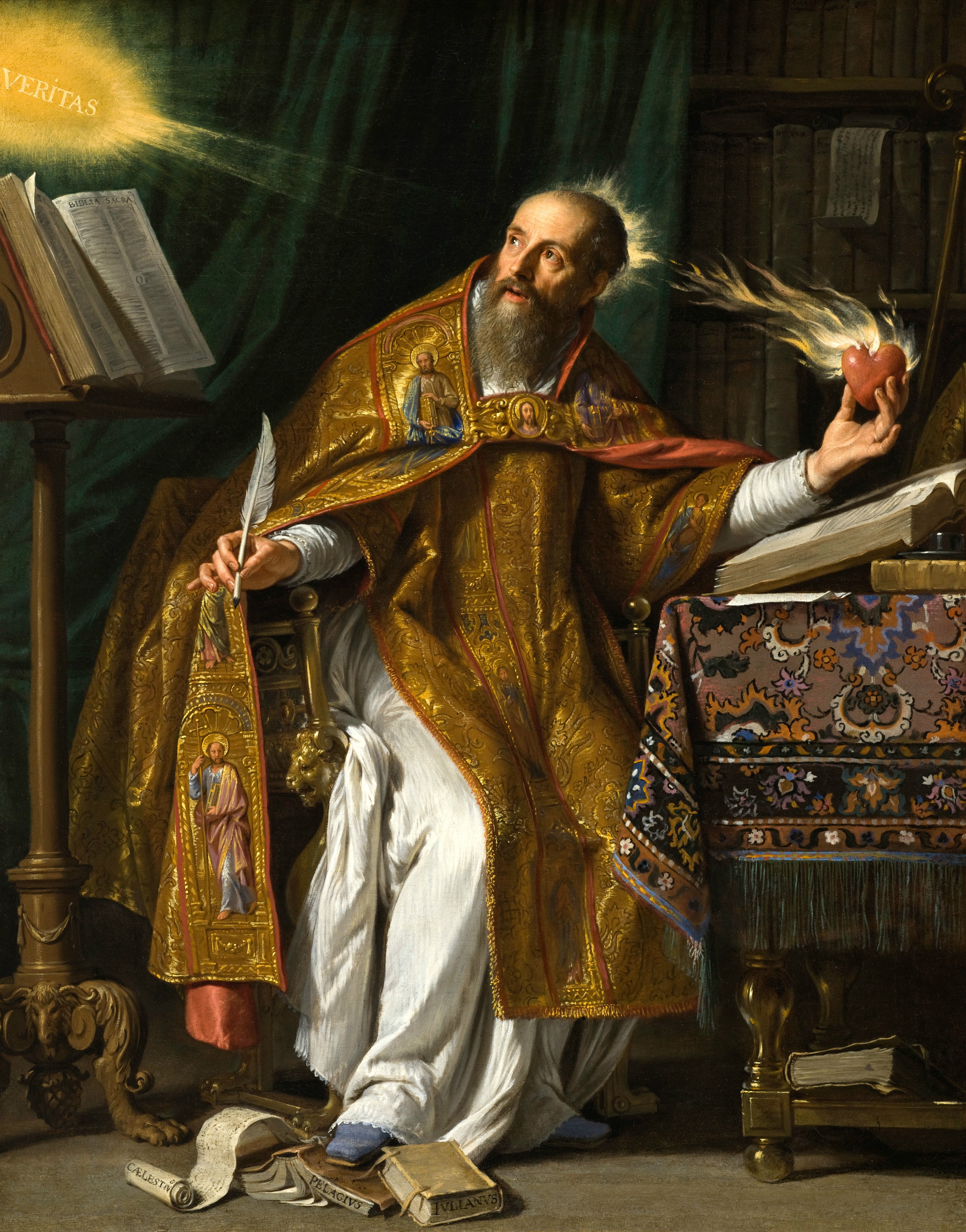
Św. Augustyn na obrazie Philippe’a de Champaigne

Na początku 391 roku udał się do Hippony, gdzie zamierzał założyć pierwszy klasztor augustiański, w którym mnisi mieli skupiać się na lekturze Pisma Świętego. W tym samym roku, uczestnicząc w nabożeństwie, biskup Waleriusz i wierni wymusili zgodę Augustyna na przyjęcie święceń kapłańskich. Przywódca diecezji nakłonił także neoprezbitera do głoszenia kazań dla innych biskupów, gdyż chrześcijanie katoliccy byli w mniejszości względem donatystów i manichejczyków. Początkowo jednak zaczął nauczać katechizmu dla świeckich i adwersarzy z konkurujących wyznań. Pod koniec 393 roku zebrał się synod biskupów afrykańskich, w którym wziął udział Augustyn i wygłosił wykład na temat wiary, podparty cytatami z Biblii. Jednocześnie do wspólnoty klasztornej dołączył Posydiusz z Kalamy – późniejszy autor biografii Augustyna. Zwolennikiem i patronem tejże wspólnoty był biskup Kartaginy Aureliusz. Większość osób ze wspólnoty augustiańskiej została potem biskupami (Alipiusz, Profuturus, Sewerus, Posydiusz). W 395 roku Waleriusz wysłał list do biskupa Kartaginy, aby ten zezwolił na uczynienie Augustyna biskupem koadiutorem.
Od początku lat 90. IV wieku napisał lub ukończył pisanie kilku swoich dzieł między innymi: „O wierze i Symbolu”, „O prawdziwej wierze”, „O wolnej woli” i komentarze do Listu do Rzymian. W 397 roku zaczął pisać swoją duchową autobiografię pt. „Wyznania”. Ponieważ w Hipponie brakowało książek, Alipiusz zwrócił się po nie do Paulina z Noli, a Augustyn do Hieronima ze Strydonu. Jako biskup starał się rekrutować nowych kapłanów, zwłaszcza mówiących lokalnym dialektem, aby mogli oni pełnić funkcje kaznodziejskie. Ubierał się z reguły w czarną prostą suknię, zwaną birrusem, która wyróżniała go spośród społeczeństwa. Często pełnił także funkcję arbitra, rozstrzygającego spory, w których odwoływał się do sądu Bożego. W 396 roku, po śmierci Waleriusza, objął stolicę biskupią w Hipponie. 
Jeszcze przed przyjęciem sakry rozpoczął ofensywną polemikę przeciwko donatystom, ponieważ katolicy byli w Hipponie w mniejszości. Jednocześnie wygłaszał kazania przeciwko poganom, którzy oburzyli się po zamykaniu ich świątyń przez urzędników cesarskich w 399 roku. Mimo że donatyści bezwzględnie traktowali innowierców i odstępców, Augustyn był przeciwny stosowaniu przemocy wobec nich. Na przełomie IV i V wieku zaczął pisać „O nauce chrześcijańskiej”, „Komentarz słowny do Księgi Rodzaju”, „O Trójcy Świętej”, „O wartości małżeństwa” i „O świętym dziewictwie”. Zaangażował się także w intensywną korespondencję z Hieronimem ze Strydonu.
Gdy w 410 roku wojska Alaryka zdobyły Rzym, Augustyn rozpoczął wygłaszać serię kazań i wysyłać wiele listów na ten temat. Wobec panującej paniki, władze w Kartaginie wydały edykt o tolerancji wobec donatystów, czemu sprzeciwiał się biskup Hippony. Ponadto martwił się o Rawennę, gdzie rezydował cesarz Honoriusz, wobec którego pozostawał lojalny. Jesienią tego roku wracał z Kartaginy do Hippony, jednak podupadłszy na zdrowiu, zatrzymał się w pobliskiej wiosce na czas rekonwalescencji. Wkrótce potem zaczął wygłaszać liczne kazania przeciwko donatystom, ponieważ dekret ograniczający ich prawa został zawieszony. 25 sierpnia 410 roku Honoriusz zarządził collatio czyli publiczną dysputę między chrześcijanami a donatystami. Debata miała trwać przez cztery miesiące w 411 roku, a jej arbitrem miał być Flawiusz Marcelin. Przywódcą grupy donatystów liczącej 284 biskupów był Petylian z Cirty. Sesje odbyły się 1, 3 i 8 czerwca w Thermae Gargilianae. Na ostatniej sesji Augustyn wygłosił mowę, która przekonała arbitra, i 9 maja Marcelin wydał werdykt na korzyść chrześcijan. W 413 roku zaczął pisać historiozoficzne dzieło O państwie Bożym, które składało się z dwudziestu dwóch ksiąg i zostało ukończone w roku 426. Kiedy w 413 roku Flawiusz Marcelin został aresztowany i ścięty, Augustyn załamał się i w następnym roku opuścił Kartaginę, nie chcąc do niej wracać.
W 411 roku do Hippony przybył Celestiusz, uczeń Pelagiusza. Zaczął szerzyć poglądy pelagiańskie, mówiące między innymi o tym, że grzech pierworodny dotyczył tylko pierwszych rodziców i nie przeszedł na duszę ich potomstwa. Uczeń Augustyna, Paweł Orozjusz udał się do Hieronima ze Strydonu, aby nawiązać współpracę przeciwko pelagianom. 20 grudnia 415 roku w Diospolis odbył się synod, na którym Pelagiusz przekonał do swoich racji czternastu biskupów. Jesienią następnego roku odbyły się dwa synody w Kartaginie i w Milevis, któremu przewodniczył Augustyn i Alipiusz. Oba synody potępiły poglądy pelagiańskie i wysłały dokumenty wraz z listami przewodniczących synodów do papieża Innocentego I. W 418 roku pelagianizm został potępiony, ale jeden z biskupów Julian z Eklanum nie zaakceptował tego werdyktu i udał się na wschód, by wraz z Celestiuszem szerzyć nauki w Konstantynopolu. Wkrótce potem rozpoczął listowną polemikę z Augustynem, która trwała aż do śmierci biskupa Hippony.
26 września 426 roku Augustyn wyznaczył swojego następcę na tronie biskupim – Herakliusza. W tym samym czasie kończył pisać dzieło O nauce chrześcijańskiej. W latach dwudziestych V wieku bezskutecznie usiłował nakłonić namiestnika Afryki Bonifacjusza, aby chronił graniczne garnizony przed atakami Wandalów. W 429 roku armia Genzeryka, połączona z wojskami Alanów i Gotów podbiła Mauretanię i Numidię. W kolejnym roku nastąpiło oblężenie Hippony, podczas gdy obroną dowodził Bonifacjusz, a wielu biskupów przybyło do miasta, by się schronić.

### Śmierć i pochówek

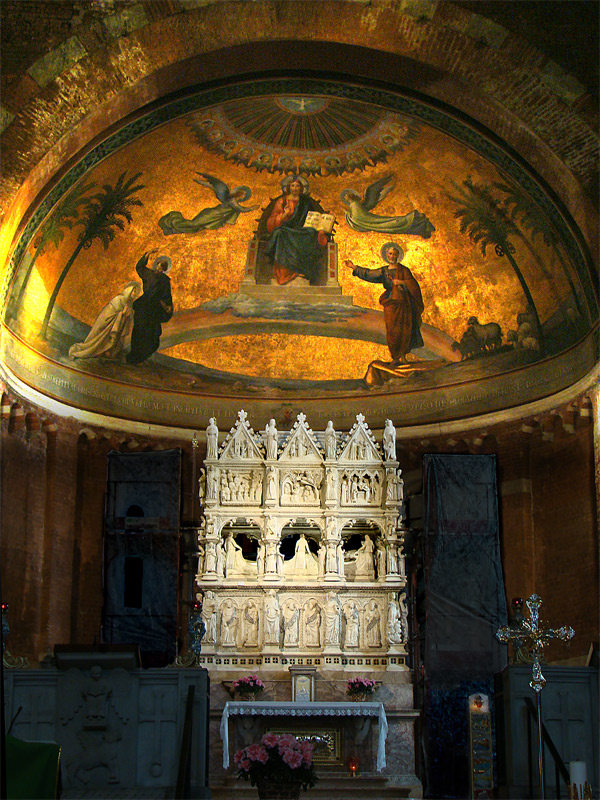
Grób św. Augustyna i kopuła „Ciel d’Oro” – „Złote Niebo” w bazylice San Pietro in Ciel d’Oro w Pawii

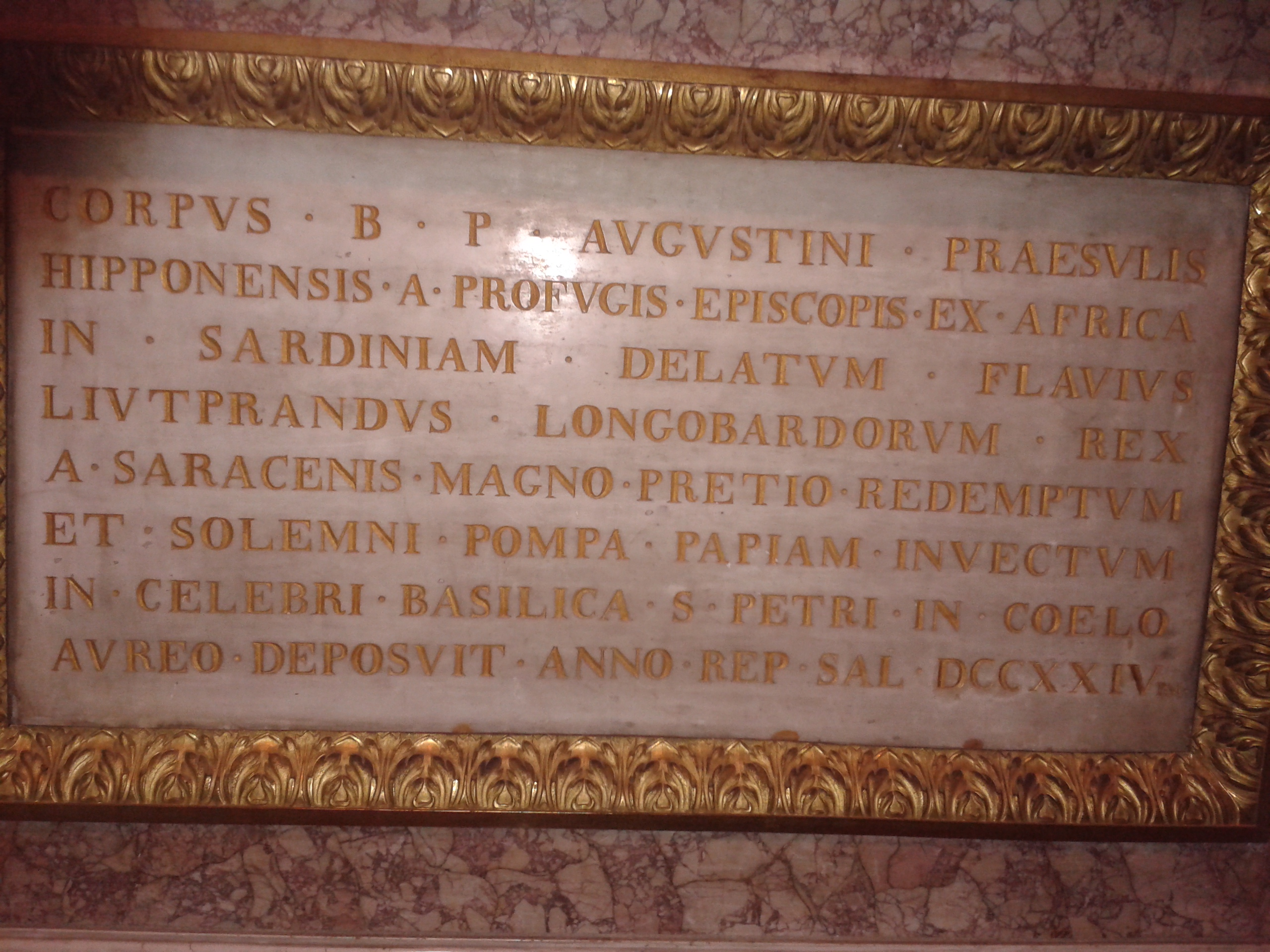
Napis na grobie św. Augustyna wyjaśniający, w jaki sposób relikwie Świętego trafiły w 724 r. z Hippony przez Sardynię do Pawii, dzięki królowi Longobardów, Flawiuszowi Liutprandowi.

Latem 430 roku Augustyn doznał silnego ataku gorączki i zmarł 28 sierpnia. Rok później miasto zostało spalone, jednak biblioteka biskupa ocalała. Ciało Augustyna zostało pochowane w katedrze, lecz później zostało przeniesione na Sardynię. Następnie król Longobardów Liutprand przetransportował relikwie do Pawii, gdzie ostatecznie spoczęły w augustiańskiej bazylice San Pietro in Ciel d’Oro.

## Augustyn jako filozof i teolog

### Spuścizna filozoficzna i teologiczna Augustyna
Jego pisma miały duży wpływ na nauki Lutra, Kalwina i Zwingliusza, przez co uważany jest za duchowego ojca protestantyzmu.
Augustyn przeszedł ewolucję od okresu młodości, kiedy zajmował się głównie filozofią, do wieku dojrzałego i starości, kiedy oddał się całkowicie teologii. Był teologiem ściśle przestrzegającym metodologii filozoficznej, która służyła mu do naukowego wyrażenia prawd objawionych. Stąd jego refleksja intelektualna dała początek także niektórym ważnym ujęciom stricte filozoficznym.
Można wyróżnić trzy etapy w jego twórczości teologicznej, jako biskupa i chrześcijańskiego pisarza: czas polemik z manichejczykami w latach 388–401, okres, w którym pracował nad zażegnaniem starej schizmy donatystów w Afryce Północnej (większość prac powstała w latach 400–411). I ostatni okres polemiki z pelagianami, który zaczął się w roku 412, wraz z wydaniem De peccatorum meritis et remissione et de baptismo parvulorum (O karach za grzechy i ich odpuszczeniu oraz o chrzcie dzieci) i trwał do końca życia. Równolegle do polemik, przez ok. czterdziestu lat pisał traktaty i listy na tematy teologiczne. Głosił też homilie i katechezy chrzcielne – spisane i zachowane. Z dzieł o tematyce biblijnej najgłośniejsze są Objaśnienia psalmów oraz Homilie na Ewangelię św. Jana i Listy św. Jana czy dzieło hermeneutyczne O nauce chrześcijańskiej (De doctrina christiana). Poruszał tematy dogmatyczne i moralne. Najbardziej znane jest dzieło O Trójcy Świętej. Włączał się także w dysputy z arianami i pryscilianistami. W obszernym dziele Państwo Boże polemizował ze światem pogańskim. U początków swej posługi biskupiej powstały też jego Wyznania (397–401 r.).

#### Metoda
Augustyn mając swoje własne podejście do filozofii i teologii, przyswoił sobie całą różnorodność metod i punktów patrzenia. Eugene TeSelle podał zestaw dyscyplin i metod obecnie wykorzystywanych oddzielnie, które Augustyn stosował równolegle: filozofia przyrody, krytyka filozoficzna, fenomenologia duszy (phenomenology of finite spirit), teologia racjonalna, teologia doktrynalna inaczej teologia historii zbawienia, teologia spekulatywna albo Glaubenslehre, teologia mistagogiczna albo mistyczna, etyka, eklezjologia, teologia kultury, politologia, logika i retoryka. Augustyn był bardzo uniwersalnym teologiem, interesował się wieloma zagadnieniami, które z właściwą sobie dyscypliną intelektualną i precyzją rozumowania analizował. Jego podstawowa zasada głosiła, że wiedza, którą dostarcza Objawienie nie może być sprzeczna z danymi dostarczanymi przez nauki czerpiące z doświadczenia, np. przyrodnicze czy matematyczne. Podejście to docenił jeden z luminarzy epoki Odrodzenia Galileusz. Szacunek biskupa Hippony dla danych nauk ścisłych – choć teologia była dla niego pierwszą z nauk – pokazuje następujący fragment. Augustyn komentuje w nim dwa źródła wiedzy na temat budowy sklepienia niebieskiego – Pismo święte i wiedzę astronomów:

Lecz spyta się jednak ktoś, czy tym, którzy przypisują niebu postać sfery, nie sprzeciwia się nasze Pismo, w którym napisano: «niebo rozpostarłeś jak namiot» (Ps 104,2)? Oczywiście, że może się to sprzeciwiać, jeśli to, co oni mówią, jest błędne; albowiem raczej prawdą jest to, co twierdzi boski autorytet, niż hipotezy stawiane przez ludzką słabość. Ale gdyby potrafili wykazać to, tak przekonującymi dowodami, że nie byłoby tu żadnej wątpliwości, wtedy należy pokazać, iż to, co powiedziano o namiocie, nie sprzeciwia się tym ich prawdziwym racjom. Inaczej sprzeciwiałoby się temu także samo nasze Pismo, które w innym miejscu powiada, że niebo jest zawieszone niczym sklepienie (Iz 40,22, za LXX). Cóż bowiem jest bardziej przeciwstawnego, niż rozciągnięta płasko skóra namiotowa i wypukły kształt sklepienia

Według Agostino Trapè Augustyn łączył umiejętnie zasady teologii z zasadami prowadzenia polemiki w czasie wieloletniej kontrowersji pelagiańskiej. Według włoskiego uczonego, metodę Augustyna można streścić w następujących stwierdzeniach. Biskup Hippony argumentował:
1. nie na temat osoby, lecz na temat przedmiotu
2. nie historycznie, lecz doktrynalnie
3. nie na temat spraw marginalnych, lecz o tym co istotne
4. nie filozoficznie, lecz teologicznie
5. nie wycinkowo, lecz syntetycznie i całościowo
6. nie od tego, co niejasne przechodząc do rzeczy oczywistych, lecz od tego, co jasne ku temu, co ciemne[94].

#### Źródła
Początek jego dojrzałej twórczości teologicznej stanowiły gruntowne studia nad myślą św. Pawła. Augustyn poszukiwał odpowiedzi na pytanie o zło w człowieku i w świecie. To właśnie listy Apostoła Narodów, wraz z innymi księgami biblijnymi – jak wykazał A. Trapè oraz M.-F. Berrouard – były np. podstawowym źródłem do stworzenia pojęcia konkupiscencji (pożądliwości), nie zaś filozofia platońska. Cała teologia Doktora Kościoła czerpała z jego egzegezy. «Doctrina christiana» była dla niego synonimem «doctrina de Scriptura sacra». Według opinii Ojca Lagrange’a, chociaż brak informacji historycznych i filologicznych, którymi dysponujemy obecnie był przyczyną licznych luk w egzegezie augustyńskiej, genialne intuicje oraz niezwykły «sensus Ecclesiae» w ogromnej części zrekompensowały tę słabość i pozwoliły Augustynowi odsłonić prawdziwe znaczenie bardzo niejasnych fragmentów biblijnych.

#### Literacki wymiar twórczości świętego Augustyna
Filologowie klasyczni przez długi czas nie doceniali wartości literackiej dzieł Augustyna, jak i innych ojców Kościoła, podchodząc do autorów chrześcijańskich nieufnie. Dzieła patrystyczne były traktowane przede wszystkim jako źródła ważne dla badań teologicznych. Tymczasem święty Augustyn, starannie wykształcony w kulturze i literaturze klasycznej, dbał o formę i styl swoich utworów, stosując powszechnie takie środki wyrazu, jak aliteracje, rymy. Augustyn jako pierwszy wprowadził do literatury europejskiej autobiografię intelektualną – Wyznania.

#### Niektóre tłumaczenia polskie
- Łaska, wiara, przeznaczenie (Łaska a wolna wola, Nagana a łaska, Przeznaczenie świętych, Dar wytrwania) z łaciny tłum. oraz wstępami i komentarzem opatrzył W. Eborowicz, Poznań 1971, POK 27.
- Objaśnienia Psalmów. Jan Sulowski (przekład); oprac. Emil Stanula CSsR. T. 37–42. Warszawa: ATK, seria: PSP. Brak numerów stron w książce
- O nauce chrześcijańskiej De doctrina christiana libri quattouor, przeł. Jan Sulowski, Warszawa 1989, wyd. 2, Pax, s. 285, ISBN 83-211-1011-8.
- O Trójcy Świętej, z łaciny tłum. Maria Stokowska, wstępem i komentarzem opatrzył Jan Maria Szymusiak, Poznań 1963. Wznowione przez Znak, Kraków 1996.
- Państwo Boże (t. 11: Wstęp i księgi I – VII, t. 12: Księgi VIII – XIV t. 13: Księgi XV – XXII), z łaciny tłum. oraz wstępem i objaśnieniami opatrzył W. Kubicki, Poznań 1930 – 1934 – 1937; Kęty 1998.
- Pisma katechetyczne (Początkowe nauczanie religii, Mowa o Symbolu do katechumenów, Wiara, nadzieja i miłość, Wiara i uczynki, Chrześcijańska walka), z łaciny tłum. oraz wstępami i komentarzami opatrzył W. Budzik, Warszawa 1952.
- Wyznania, z łaciny tłum. oraz wstępem i komentarzem opatrzył J. Czuj, Poznań 1929; Nowszy przekład: Z. Kubiak, Kraków 1987, ISBN 978-83-240-0839-1.

### Teologia Augustyna

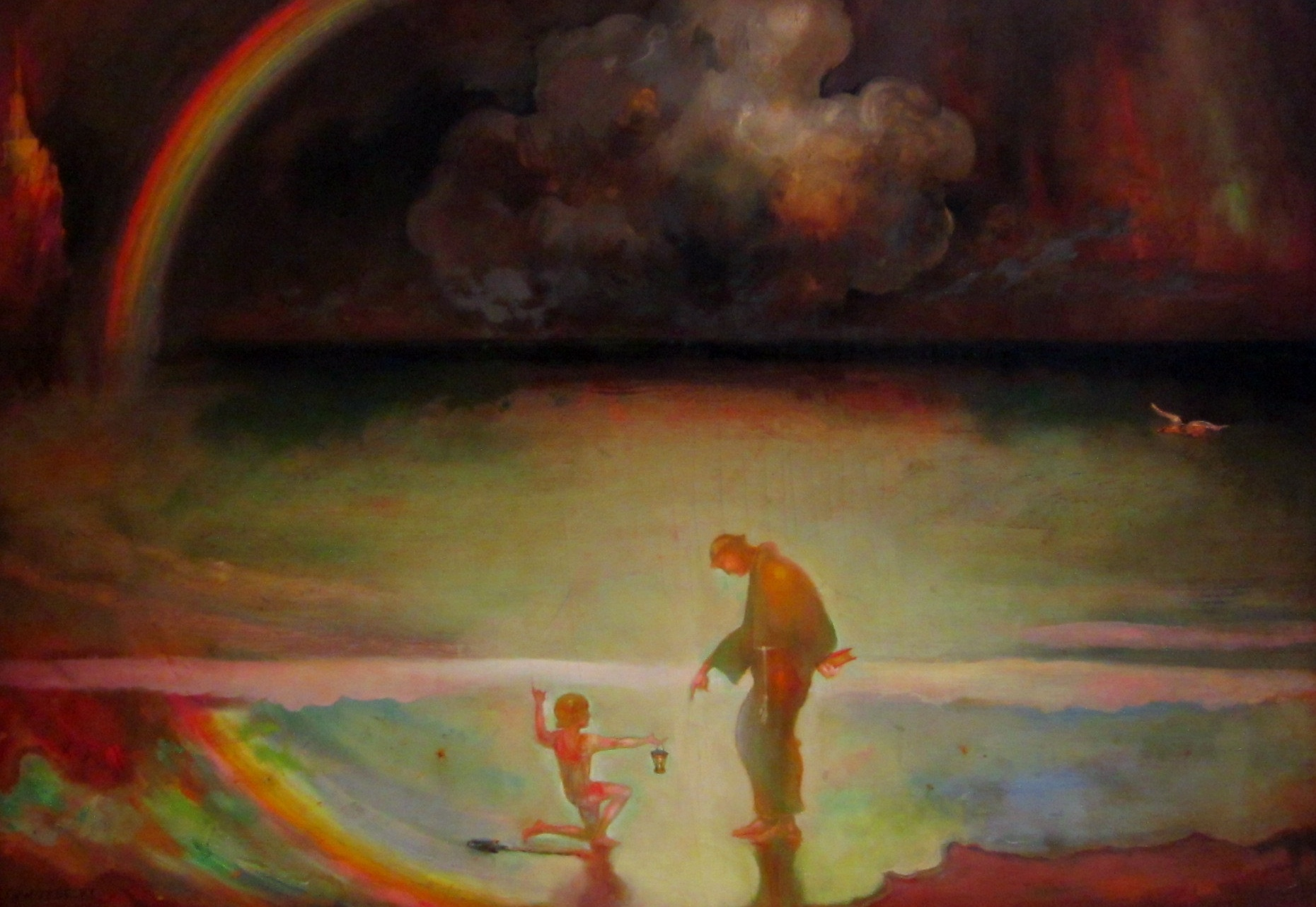
Znany jest sen świętego Augustyna, w którym zobaczył dziecko usiłujące na plaży przelać muszelką zawartość morza do dołka wykopanego w piasku. Wobec zadziwienia Augustyna, dziecko miało odpowiedzieć: „Prędzej przeleję morze do tego dołka, niż ty, Augustynie, swoim umysłem pojmiesz tajemnicę Trójcy Świętej”.

Cechą najbardziej charakterystyczną teologii Augustyna, ale także jego refleksji w innych dziedzinach, jak filozofia, pedagogika czy polityka, było przesłanie, że miłość stanowi cel i kryterium poznania intelektualnego. Miłość rozumiał jako nieodłączną od prawdy i prawego życia:

Prawdziwa miłość polega na tym, abyśmy przywiązali się do prawdy i sprawiedliwie żyli.

Przekonanie to – jak zwrócił uwagę Jan Paweł II – Augustyn przejął z Pisma Świętego, które całe mówi o Chrystusie i wzywa do miłości.
Ogarnięcie i podsumowanie jego dzieła teologicznego jest niezwykle trudnym zadaniem. Według Eugène Portalié, reprezentującego tradycyjne podejście teologii systematycznej z początku XX w., najważniejsze tematy nauczania Augustyna można ująć pod następującymi hasłami:
- Bóg i dzieła Boże
- Łaska Boża
- Kościół i teoria sakramentów
- Miłość, czyli teologia moralna
- Eschatologia[104].

Willliam Harmless SJ skrytykował takie ujęcie, uznając, że „pozostawia ono fałszywe wrażenie, że Augustyn był teologiem systematycznym”. Według amerykańskiego uczonego, zbyt arbitralne, teoretyczne wyodrębnienie tematów nauczania Augustyna, wyrywa jego „teksty z ich naturalnego kontekstu, a raczej z ich wielu różnych kontekstów: literackiego, społecznego, historycznego i religijnego”. Nie były one przecież teoretycznymi rozprawami, lecz powstały dla bardzo konkretnych odbiorców, w konkretnych okolicznościach. Augustyn nie uprawiał akademickiej teologii, lecz szeroko pojęte duszpasterstwo. Jego teologia była więc owocem troski i sporów, przeżywanych w codzienności wspólnoty Kościoła, której był biskupem. Harmless postulował przedstawienie całości nauczania Augustyna najpierw poprzez omówienie trzech najbardziej znanych dzieł: Wyznań, O Trójcy Świętej i Państwa Bożego. Następnie należałoby omówić trzy najważniejsze kontrowersje: manichejską, donatystyczną i pelagiańską. Z kolei powinno się przedstawić jego wczesną refleksję filozoficzną, posługę biskupią, kaznodziejstwo, oraz wyjaśnianie Biblii (Egzegeza).

#### Teolog łaski
Augustyn położył fundament pod refleksję teologiczną na temat łaski. Ukazywał ją jako wszechmoc i wszechprzyczynowość Boga, czyli wszystkim władającą zasadę (Do Symplicjana I q. 1,5.7.13.17). Doktryna o łasce miała szczególne zastosowanie w prowadzonej przez niego wieloletniej polemice z pelagianami na temat skutków grzechu pierworodnego w naturze ludzkiej. Jedynie łaska może wybawić ludzi z losu, jaki czekał potomków Adama i Ewy, których położenie soteriologiczne określał jako massa damnata (potępiona mnogość, masa). Dzięki łasce zaś stają się massa purgata (oczyszczona mnogość, masa).
Właściwe rozróżnienie między łaską i nietkniętą naturą pierwszych rodziców przed upadkiem było jednym z głównych punktów polemiki z Pelagiuszem. Augustyn szczegółowo opracował to zagadnienie w dziele O naturze i łasce napisanym w 415 r., w odpowiedzi na traktat Pelagiusza O naturze. Brytyjczyk twierdził, że stworzenie natury człowieka przez Boga było łaską i jako taka ma ona, z samego faktu wyjścia z ręki Bożej, który czyni wszystko dobrze, możliwość nie grzeszyć. Człowiek nie może utracić tej możliwości, gdyż jest to wpisane w jego naturę. Natura ludzka potomków Adama i Ewy jest tą samą naturą, mają więc tę samą możliwość niegrzeszenia co ich prarodzice przed grzechem. Augustyn, odwołując się przede wszystkim do Listów Pawłowych, ukazał, że człowiek w swej naturze jest i zawsze był zdolny zgrzeszyć. To iż Adam i Ewa mieli zdolność niegrzeszenia, zawdzięczali nadprzyrodzonej łasce Boga niezwiązanej z ich naturą. Łaskę tę utracili po grzechu pierworodnym – oni i cały rodzaj ludzki. Została przywrócona przez Jezusa Chrystusa. W nauczaniu Augustyna znalazły się już wszystkie istotne elementy dogmatu o łasce. Dalszy rozwój dogmatu uzupełnił tę wizję jedynie o pewne szczegóły.
W XVIII w., na fali prześladowań jansenistów nauczanie Augustyna w kwestii łaski zostało po części uznane za heretyckie i usunięte z nauki Kościoła.

#### Dogmat o łasce a manicheizm
Podkreślanie przez Augustyna zranienia ludzkiej natury w wyniku grzechu pierworodnego w polemikach z pelagianami i głoszenie konieczności łaski Bożej dla wyzwolenia z grzechu, było i jest niekiedy przyczyną dopatrywania się w ujęciu Augustyna śladów poglądów manichejskich. Pierwszym, który zaczął wysuwać ten zarzut, był apologeta pelagiański Juliana z Eklanum. Według N. Ciprianiego i innych, zarzut ten jest wysoce nieobiektywny i pozbawiony racjonalnych podstaw. Nawrócenie Augustyna na wiarę katolicką dokonało się poprzez przezwyciężenie materializmu i dualizmu manichejskiego – zarówno metafizycznego, jak i antropologicznego. Wiązało się to z przyjęciem przez niego trzech podstawowych założeń:
1. Zło nie jest substancją lub naturą, jest brakiem dobra (privatio boni) lub nieuporządkowaniem dobra (defectus a bonitate).
2. Każda substancja czy natura jest dobra, ponieważ uczestniczy w bycie i dobru Boga. Zło może powstać w bytach, gdyż zostały one stworzone z niczego (ex nihilo)
3. Natura całkowicie zła nie istnieje, ponieważ byłaby ona czystym niebytem[110][111].

### Filozofia

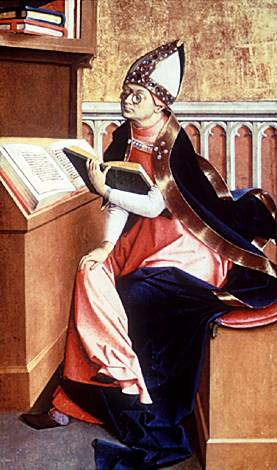
Augustyn z Hippony

Chociaż Augustyn był przede wszystkim teologiem, krzewicielem wiary chrześcijańskiej, stworzył też liczne koncepcje, ważne dla refleksji filozoficznej. Jest najważniejszym filozofem chrześcijańskim starożytnego Rzymu.
Augustyn przechodził ewolucję swoich poglądów filozoficznych, co można dobrze zobaczyć na przykładzie teorii poznania. Jak zauważył Stanisław Kowalczyk, Augustyn nigdy nie opracował w sposób systematyczny swej epistemologii, jednak obszernie się wypowiadał na te tematy. Wyróżnia się następujące etapy formowania się jego epistemologii: manichejski racjonalizm i sensualizm, sceptycyzm inspiracji akademików, neoplatonizm, chrześcijański realizm.
Jego myśl była przez ponad 700 lat najbardziej wpływową szkołą myślenia filozoficznego w Kościele katolickim. Dopiero w okresie Soboru Trydenckiego jej miejsce zajęły koncepcje Tomasza z Akwinu, które w ogromnym stopniu inspirowane były myślą Augustyna, obok metafizyki Arystotelesa, zwłaszcza hylemorfizmu.
Augustyn wiedział o kulistości Ziemi udowodnionej przez uczonych greckich. Wątpił jednak w możliwość życia ludzi na południowej półkuli. Wierzył, że pierwsi rodzice powstali na półkuli północnej, a ląd na południowej miał być niedostępny przez ocean.

## Recepcja i autorytet myśli augustyńskiej
Spośród uczniów Augustyna w starożytności, którzy w dużym stopniu wpłynęli na recepcję augustynizmu w wiekach średnich, wymienia się m.in. Fulgencjusza z Ruspe, a także Cezarego z Arles. Augustyn ze wszystkich zachodnich Ojców Kościoła wywarł największy wpływ na rozwój filozofii w feudalnym społeczeństwie do XIII wieku włącznie i był najwpływowszym myślicielem chrześcijaństwa; wśród łacińskich filozofów średniowiecza był nieporównanie więcej znany i słuchany niż wszyscy Ojcowie Wschodu. Święty Benedykt z Nursji przewidział pisma Augustyna jako lectio divina (czytanie duchowne) w regule swych wspólnot monastycznych, które były jedną z podstawowych sił tworzących nową średniowieczną Europę. W średniowieczu, pod wpływem nauczania Augustyna kształtowały się poglądy większości teologów, byli wśród nich: Hugon ze św. Wiktora, Piotr Abelard, Piotr Lombard, Tomasz z Akwinu, Święty Bonawentura i inni. Agostino Trapè tak opisał autorytet pism Augustyna w refleksji teologicznej:

Teolodzy tak schyłku patrystyki, jak wczesnej scholastyki, szczytowego okresu rozwoju scholastyki, jak jej dekadencji, a także w okresie trydenckim i post-trydenckim zwracali się do biskupa Hippony jak do najwyższego autorytetu. Podręcznik teologii Piotra Lombarda, Sententiarum libri, tekst scholastyczny, który służył jako podstawa do tak wielu komentarzy w ciągu czterech wieków, składa się w dziewięciu dziesiątych z sentencji Augustyna. Tomasz i Bonawentura, Szkot i Idzi rzymski uznawali się za uczniów Biskupa Hippony i nimi byli.

- Innocenty III w 1209 roku rozciągnął interpretację augustiańskiej koncepcji wojny sprawiedliwej również na walkę kościoła przeciwko szczególnie zatwardziałej herezji (w tym wypadku: katarskiej).
- Ustęp z jego tekstu De Genesi contra Manichaeos został dołączony do zbioru kazań Sermones contra Catharos pióra arcybiskupa kolońskiego Rainalda z Dassel[121].
- Najpierw synody w Kartaginie (418 r.) i w Orange, a następnie Sobór trydencki uznał nauczanie Augustyna o grzechu pierworodnym, o konieczności łaski i o darmowości usprawiedliwienia za doktrynę Kościoła[122].
- Liczni papieże chwalili i zalecali nauczanie Augustyna: m.in. Innocenty I, Celestyn I, Hormizdas, Bonifacy II, Jan II. Także papieże ostatnich wieków: Leon XIII, Pius XI, Paweł VI, Jan Paweł II[123] [122] i Benedykt XVI.

Jan Paweł w encyklice Wiara i rozum, opisując znaczenie nauczania Augustyna dla myśli zachodnioeuropejskiej, nazwał je syntezą, będącą przez wieki najdoskonalszym wyrazem refleksji filozoficznej i teologicznej:

Biskup Hippony zdołał stworzyć pierwszą wielką syntezę myśli filozoficznej i teologicznej, w której zbiegały się różne nurty myśli greckiej i łacińskiej. Także u niego owa wielka jedność wiedzy, która ma fundament w myśli biblijnej, została potwierdzona i umocniona przez głębię myśli spekulatywnej. Synteza dokonana przez św. Augustyna miała pozostać na całe stulecia najdoskonalszą formą refleksji filozoficznej i teologicznej znaną na Zachodzie. Bogaty osobistym doświadczeniem i wspomagany przez niezwykłą świętość życia, Augustyn potrafił wprowadzić do swoich dzieł liczne elementy, które przez swój związek z doświadczeniem zwiastowały przyszły rozwój pewnych nurtów filozofii (Fides et Ratio 40).

## Liturgia i ikonografia
Relikwie Augustyna przeniesiono do Italii. Grób znajduje się obecnie w Pawii, w kościele augustianów S. Pietro in Ciel d’Oro.
W sierpniu 2016 relikwię sprowadzono do kościoła parafialnego pw. św. Augustyna w Czapurach.
Wspomnienie liturgiczne św. Augustyna w Kościele katolickim obchodzone jest 28 sierpnia i ma rangę wspomnienia obowiązkowego.
W Cerkwi prawosławnej biskup Hippony, obdarzony tytułem „błogosławionego” jest mniej popularny. Prawosławni wspominają Augustyna 15/28 czerwca, tj. 28 czerwca według kalendarza gregoriańskiego.
Ikonografia
Najstarsze wyobrażenia świętego pochodzą z VI w., ale popularność zyskały dopiero w XIV wieku. Na ogół przedstawiany jest jako biskup, rzadziej jako mnich.
W sztuce zachodniej jego atrybutami są: płonące serce przebite strzałami, dziecko nad brzegiem morza przelewające wodę do dołka, księga i pastorał.